# David Gandy
David James Gandy (Essex, 19 de Fevereiro de 1980) é um modelo britânico. Começou a carreira em 2001, depois de vencer um concurso de modelos num programa de televisão. Por muitos anos, Gandy foi o principal modelo masculino da Dolce & Gabbana, os quais lhe deram destaque em suas campanhas e desfiles de moda. É amplamente considerado um dos mais bem sucedidos modelos masculinos da história bem como o mais bem pago. 
Em um setor dominado por modelos extremamente magros, a compleição física musculosa de Gandy levou alguns estilistas de moda a optar por uma mudança para um padrão mais masculinizado. O aumento em sua popularidade e o reconhecimento de seu nome resultaram em um amplo portfólio de capas de revistas, editoriais de moda, entrevistas e prêmios na indústria da moda. Ele deu continuidade à carreira participando de projetos relacionados à moda e individuais, escrevendo um blog para a Vogue Britânica, fazendo resenhas de carros para a GQ Britânica, desenvolvendo aplicativos para celular e promovendo obras de caridade.

## Carreira de Modelo

### Início
Na sua juventude, David Gandy quis ser veterinário, mas suas notas não eram altas o bastante para satisfazer o padrão dessa linha de estudo. Assim, enquanto estudava computação multimídia, passou a trabalhar para a Auto Express, distribuindo os últimos modelos de Porsches e Jaguars para as pistas de teste. Antes de formar-se pela Universidade de Gloucestershire no curso de Marketing, um colega o inscreveu (sem o seu conhecimento) em um concurso de modelos do programa de televisão “This Morning”, apresentado por Richard e Judy, no canal ITV. Aos 21 anos de idade, Gandy venceu a competição, que incluía um contrato com a agência Select Model Management em Londres.

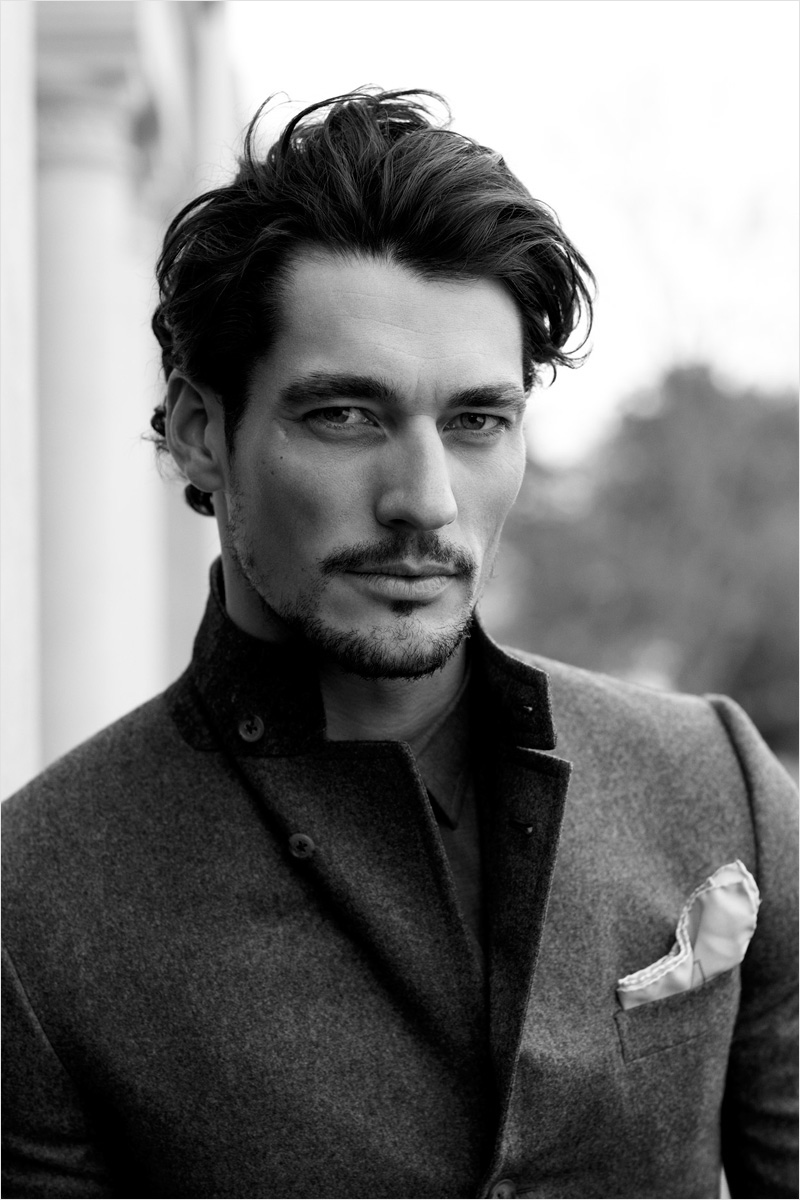
David Gandy for GQ Japan by Arnaldo Anaya-Lucca (2009)

### Trabalhos
Durante os primeiros anos de sua carreira, Gandy trabalhou como modelo para uma variedade de empresas, incluindo Shiatzy Chen, 7 for all Mankind, Zara, Gant U.S.A., Hugo Boss, Russell & Bromley, H&M, Carolina Herrera, Massimo Dutti, entre outras.  Em 2006, tornou-se o rosto da Dolce & Gabbana, estrelando anualmente seus lançamentos em vestuário e desfiles de moda até 2011, trabalhando com supermodelos como Gemma Ward, Scarlett Johansson e Naomi Campbell, assim como os modelos masculinos Noah Mills, Tony Ward and Adam Senn.
David é mais conhecido pelo anúncio de 2007 da fragrância “Light Blue” de Dolce & Gabbana, com Marija Vuyovic (fotografados por Mario Testino), que obteve 11 milhões de acessos pela Internet e o viu exibido em um outdoor de 15 metros em plena Times Square. Posou para o calendário de 2008 da empresa, fotografado por Mariano Vivanco. Gandy voltou a ser o rosto da segunda campanha para a fragrância "Light Blue" em 2010, mas, desta vez, com Anna Jagodzinska. Ele também fez um curta metragem promocional para a rede W Hotels com Helena Christiansen, intitulado “Away We Stay”.
Em 2011, a casa de moda publicou “David Gandy by Dolce & Gabbana”, um compêndio fotográfico de 280 páginas relatando a história de seus anos de colaboração. Nesse mesmo ano, Gandy apareceu em quatro capas de revistas e cinco editoriais de moda.  Em 2012, foi destaque em dezesseis capas de revistas, dezoito editoriais de moda e fez trabalhos como modelo para Banana Republic, Lucky Brand Jeans, El Palacio de Hierro e Marks & Spencer.  Além disso, Gandy foi nomeado embaixador da marca Johnnie Walker Blue Label.
Em 2013, Dolce & Gabbana lançou a terceira versão da campanha para a fragrância “Light Blue” com Gandy. Mais uma vez, Mario Testino filmou os anúncios e comercial em locação na Ilha de Capri, Sul da Itália, desta vez com a modelo Italiana Bianca Balti no papel feminino.

## Outros Projectos

### Projectos em Moda

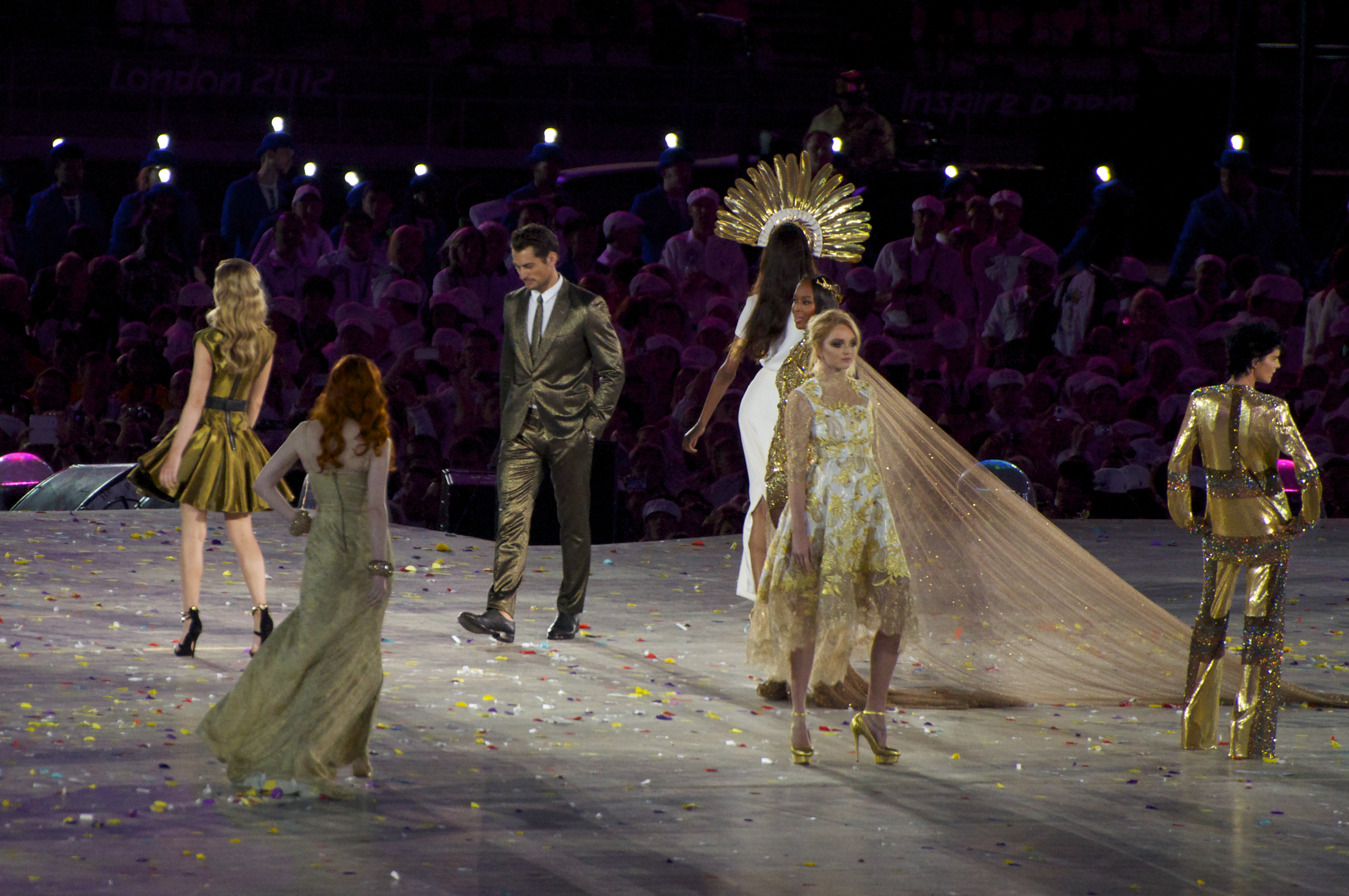
2012 Olympics - British Models

Em Maio de 2010, David palestrou na União da Universidade de Oxford, como parte de um painel que incluía o fotógrafo Tony McGee,  a curadora sênior do Victoria & Albert Museum, Claire Wilcox, a consultora de moda Frances Card e Dolly Jones, editora da Vogue Britânica. Entre os célebres oradores que já haviam discursado na União da Oxford estão Winston Churchill, Queen Elizabeth e Mother Teresa.  Lançou em 2010 o aplicativo para celular "David Gandy Men's Style Guide", onde oferece dicas de estilo e vestuário masculino e que, por fim, alcançou o terceiro lugar de mercado da revista Lifestyle.
Em Setembro de 2011, Gandy foi nomeado porta-voz da campanha da Martini, "A Sorte é Uma Atitude" para o lançamento de seu concurso em busca de novos modelos nas Escadarias Espanholas de Roma, que foram abertas especificamente para o evento. Foi um dos designados para compor o   Comité do Conselho de Moda Britânica no lançamento da "London Collections: Men”, como parte da semana de moda de Londres 2012.
Durante a cerimónia de encerramento dos Jogos Olímpicos de Verão de 2012 David foi o único modelo masculino a caminhar pela passarela em formato de Bandeira Britânica, desfilando a moda Britânica, juntamente com as modelos Naomi Campbell, Kate Moss, Jourdan Dunn, Lily Donaldson, Georgia May Jagger, Karen Elson e Stella Tenant.  Para a ocasião, vestiu um terno personalizado em tom dourado feito pelo estilista Britânico Paul Smith. Gandy foi convidado a comparecer novamente à União da Oxford em 19 novembro de 2012 com Alex Bilmes, editor da revista Esquire, para debater "A importância da Moda Masculina.”
No dia 28 de Abril, David participou do Festival Vogue 2013, como parte do painel de discussão "Muito Gordas, Muito Magras, Será Que Algum Dia Vamos Nos Contentar?” O painel, presidido pela editora-chefe da Vogue, Fiona Golfar, também incluía a modelo Daisy Lowe, a estrela mirim Patsy Kensit e a editora contribuinte da Vogue, Christa D'Souza.

### Escritos e Outras Actividades

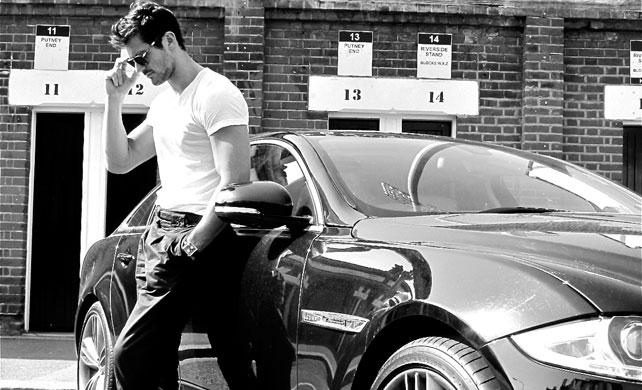
David Gandy, car reviewer for GQ (2012)

Desde Fevereiro de 2011, Gandy tem escrito regularmente um blog para a Vogue Britânica, onde fala de sua carreira, moda/estilo, carros, antiguidades e a vida em Londres. Ele também é o resenhista oficial de carros da GQ Britânica. Em Outubro de 2011, o jornal londrino Evening Standard chamou Gandy para ser redator/editor convidado de seu “Men’s Issue.” Seu físico serviu de inspiração para entrevistas na indústria da Boa Forma, vídeos de exercícios, bem como para o lançamento de seu próprio aplicativo em Dezembro de 2012.
Após receber sua licença para corrida automobilística em 2012, Gandy foi convidado para ser um dos pilotos na corrida das  Mille Miglia ("1.000 Milhas") 2013 na Itália.  Todo ano, o evento de três dias passa por quase 200 cidades italianas de Brescia a Roma e retorna, a fim de recriar as corridas originais que se realizaram entre 1927 e 1957.  Ele e sua co-piloto, Yasmin Le Bon, faziam parte da "Equipe Jaguar", dirigindo um modelo 1950 XK120. No início da corrida, Gandy e Le Bon foram "empurrados para fora da estrada por um concorrente", o que causou danos ao pára-lama e o lado do carro de colecionador. Eles re-iniciaram a corrida, chegando, ao final, em 158o. lugar de um total de 415 carros.

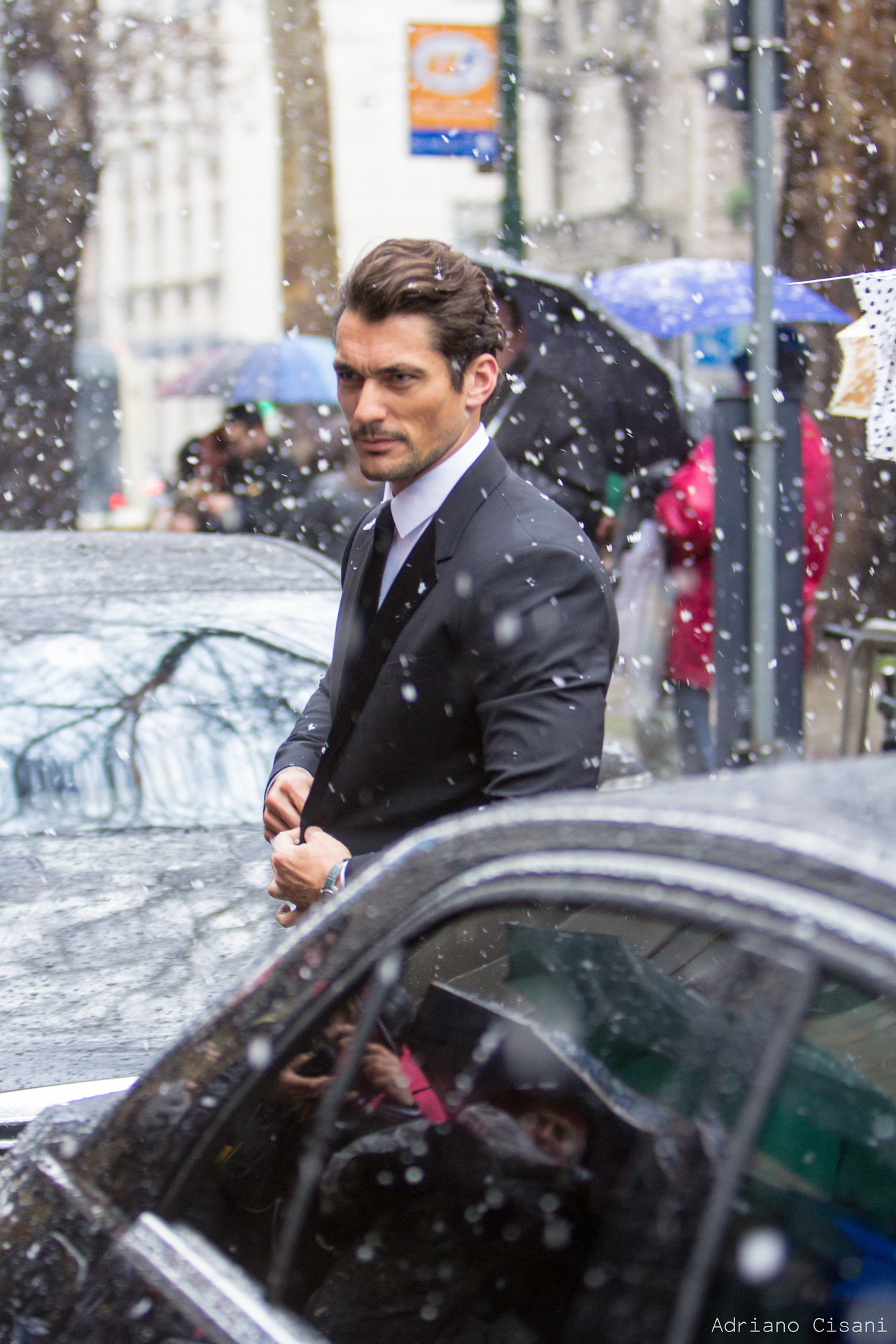
David Gandy in Milan for a Dolce & Gabbana Fashion Show (2013)

### Prêmios
Gandy foi nomeado para ou recebeu vários prêmios na indústria da moda.  Em 2008, a revista espanhola Glamour nomeou-o "Mais Belo Rosto Masculino Internacional" em um evento em Madrid, Espanha. Em 26 de Junho de 2009, a revista Forbes deu-lhe o lugar de terceiro modelo masculino mais bem sucedido do mundo, atrás de Matt Gordon e Sean O'Pry. Em 2010, Gandy foi o primeiro modelo masculino a ser indicado para "Modelo do Ano" pelo British Fashion Council (BFC) e a revista Shortlist nomeou-o "Rosto da Atualidade" em 2011.
O Evening Standard incluiu Gandy na sua lista das "1.000 Pessoas Mais Influentes de Londres" em 2011 e novamente em 2012. Pela segunda vez, o BFC indicou-o para "Modelo do Ano" em 2012. Os leitores da revista Glamour votaram nele como um dos "100 Homens Mais "Sexy" de 2012" e foi classificado em 17o. lugar entre os "50 Mais Bem Vestidos da Grã-Bretanha" pela revista GQ em 2012. No final de 2012, o portal Models.com classificou-o em quarto lugar na lista dos "Money Guys" e em quinto lugar na lista dos "Top Icons".
A revista Cosmopolitan nomeou Gandy um dos "Homens Mais Atraentes de 2013" e a GQ Britânica o incluiu em sua lista de 2013 dos "100 Homens Mais Influentes da Grã-Bretanha".

### Obras de Caridade
Gandy participou do evento de moda "Fashion For Relief" em 19 Fevereiro 2010. O evento foi organizado por Naomi Campbell para arrecadar dinheiro para as vítimas do terremoto no Haiti. Em 17 de Abril de 2011, Gandy tomou parte na equipe "Oxglam" que disputou a maratona de Londres para levantar fundos para a Oxfam. Outros membros da equipe “Oxglam” foram a modelo Agyness Deyn e o estilista Henry Holland. Em Maio de 2011, Gandy exibiu uma camisa concebida pela estilista de moda Katherine Hamnett. A arrecadação proveniente das vendas da camisa foi destinada à campanha "Save The Sea" da Fundação Para A Justiça Ambiental.
Em 23 Março de 2012, Gandy, juntamente com a modelo Kate Moss e a estilista Stella McCartney, fez uma participação em um episódio especial do sitcom "Absolutely Fabulous" em benefício do evento Sport Relief 2012. Três dias mais tarde, a Battersea Dogs & Cats Home do Reino Unido anunciou que Gandy havia sido nomeado primeira celebridade embaixador da instituição. Em Janeiro de 2013, Gandy inaugurou a "Blue Steel Appeal", fundação de caridade criada para arrecadar fundos para o evento Red Nose Day do telethon Comic Relief. Sua fundação, que deriva seu nome do filme que satiriza a indústria da moda, Zoolander, promoverá uma série de eventos de arrecadação. O primeiro deles foi um leilão no Ebay de 7 a 17 Março de 2013 que incluiu objectos coleccionáveis e conselhos de moda doados por Victoria Beckham, Mollie King, Dolce & Gabbana, Lucky Brand Jeans, One Direction e outros.

## Informações Adicionais

### Aparições na Mídia
2013
- Comic Relief's Big Chat with Graham Norton[52]
- Alan Carr: Chatty Man[53]
- Nightline[54]

2012
- Absolutely Fabulous[55]

2010
- The Jonathan Ross Show[13]

## Galeria

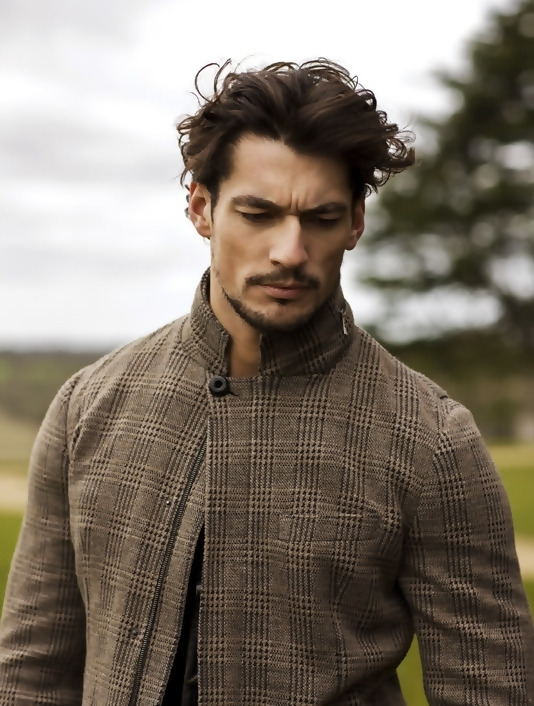
(2009) David Gandy para a GQ Japan
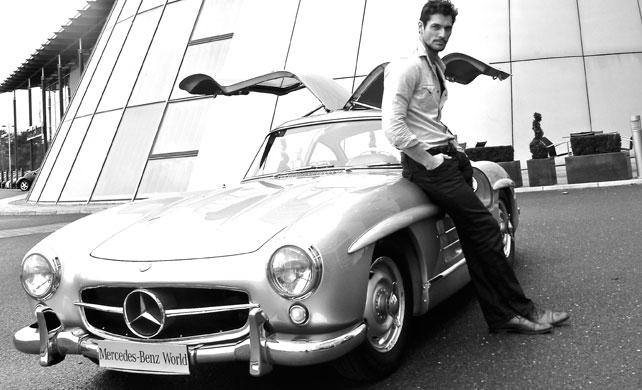
(2011) David Gandy com Mercedes Gullwing
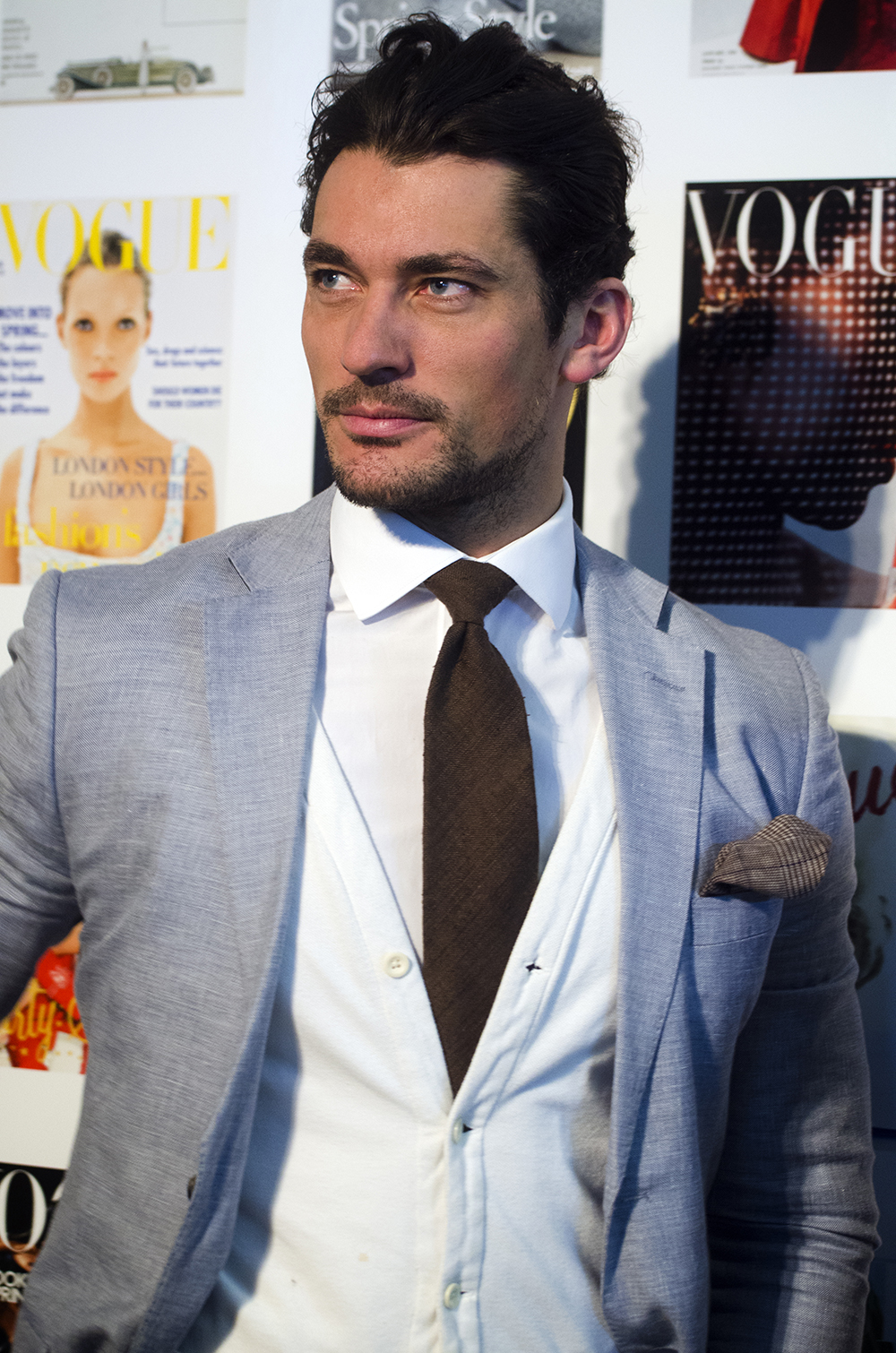
(2013) David Gandy no festival Vogue
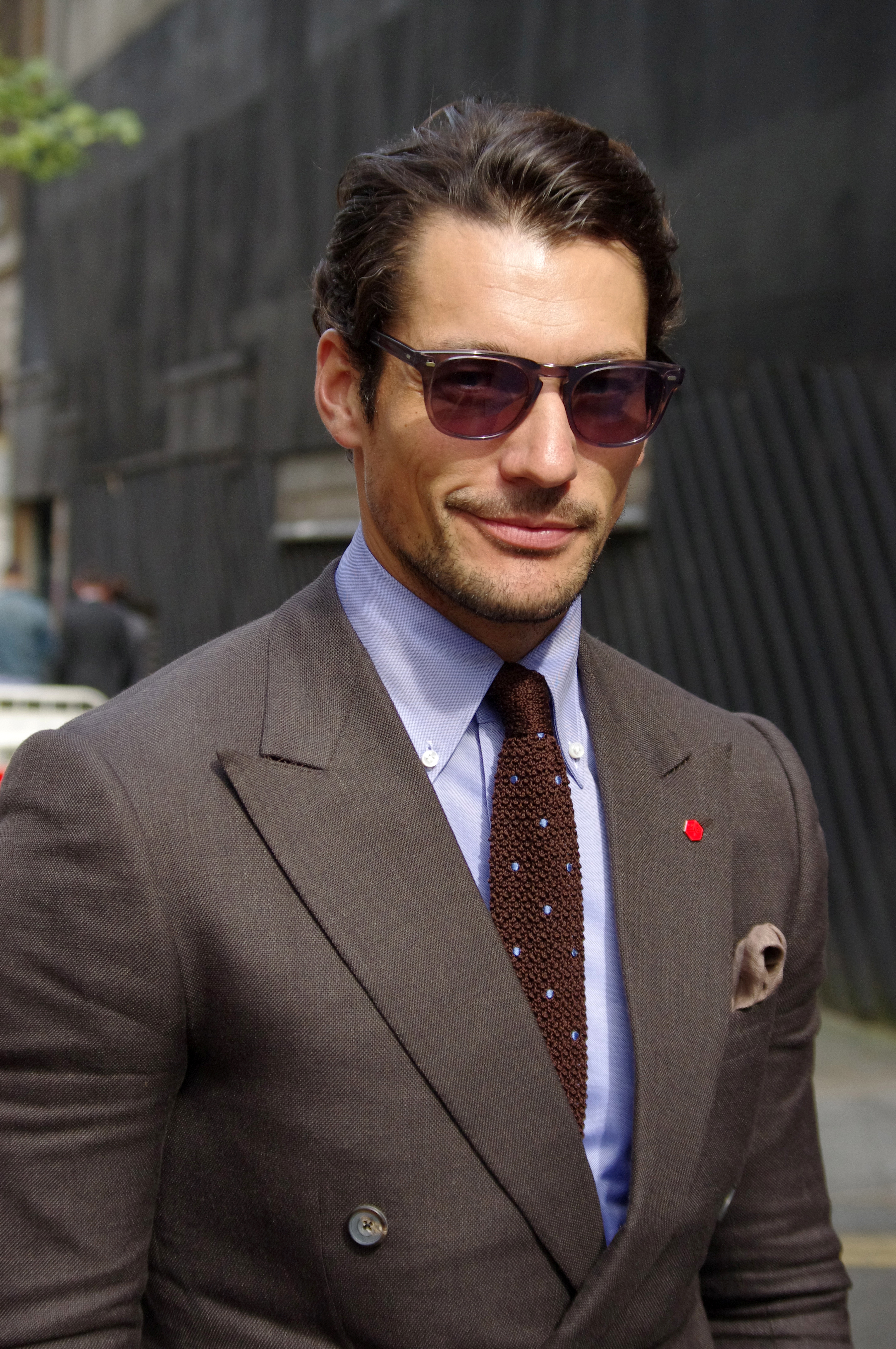
(2013) David Gandy durante a London Collections: Men SS14